# Beach Head II: The Dictator Strikes Back
Beach Head II: The Dictator Strikes Back, il sequel di Beach Head, è un videogioco sviluppato e pubblicato nel 1985 dalla Access Software per gli home computer Amstrad CPC, Apple II, Atari 8-bit, Commodore 64 e ZX Spectrum.
Il gioco è noto per la presenza di voci sintetizzate, rese in ottima maniera per l'epoca. Notevole anche l'aumento di difficoltà, comunque regolabile su tre livelli, rispetto al predecessore.

## Trama
È il 1947 e il sanguinario dittatore detto "il Drago", scampato alla guerra nel Pacifico, si è asserragliato su un'isola con un esercito personale. Gli Alleati, comandati da J. P. Stryker, tentano di espugnare la sua base.

## Modalità di gioco
Come il primo Beach Head, il gioco è composto da livelli con meccanica di gioco completamente diversa tra loro. Una importante novità è la modalità a due giocatori, uno dei quali controlla gli attaccanti e uno i difensori, mentre in giocatore singolo si può scegliere chi controllare a ogni livello, tranne il terzo in cui si possono controllare solo gli Alleati.
Consta di quattro livelli:
1. Attack: dei soldati paracadutati devono raggiungere una grossa mitragliatrice controllata dalle forze nemiche comandate dal dittatore ove si trovano i prigionieri.
2. Rescue: lo scopo è difendere i prigionieri controllando la mitragliatrice che deve fermare le forze nemiche che si pongono davanti.
3. Escape!: il giocatore controlla un elicottero che deve mettere in salvo i prigionieri alleati dai carri armati del dittatore.
4. Battle: il comandante alleato si trova faccia a faccia con il dittatore in una grotta; un duello a distanza con il lancio di coltelli determinerà il vincitore e lo sconfitto, che cadrà nel vuoto.